# Idaea arcuata
Idaea arcuata är en fjärilsart som beskrevs av Fletcher 1958. Idaea arcuata ingår i släktet Idaea och familjen mätare. Inga underarter finns listade i Catalogue of Life.